# Tom Rosenthal
Tom Rosenthal (* 26. srpna 1986, Londýn) je anglický zpěvák a skladatel. Jeho hudba je popsaná jako "krátké, odborně vytvořené popové písně."

## Hudba
Rosenthal vydal 6 alb. Všechna byla samostatně vydána na vlastní značce Tinpot Records. Keep a Private Room Behind the Shop bylo vydáno roku 2011 a poslední vydané album Denis Was a Bird roku 2021, bylo inspirováno smrtí jeho otce. Jeho hudba má až 350 milionů posluchačů na Spotify.
Hudba od Toma Rosenthala byla už několikrát použita ve filmech a v televizi. Písně "Forgets Slowly", "Lights on But Nobody's Home" a "Take Care" byly uvedeny jako úvodní skladby v seriálu Skins. Skladba "Go Solo" byla použita v německém filmu Honig im Kopf (2014) a v dokumentu KidPoker (2015).